# Amphoe Yi-ngo
Amphoe Yi-ngo (thailändisch อำเภอยี่งอ) ist ein Landkreis (Amphoe – Verwaltungs-Distrikt) der  Provinz Narathiwat. Die Provinz Narathiwat liegt im Südosten der Südregion von Thailand an der Landesgrenze nach Malaysia.

## Geographie
Benachbarte Landkreise und Gebiete sind (von Norden im Uhrzeigersinn): die Amphoe Bacho, Mueang Narathiwat, Ra-ngae und Rueso. Alle Amphoe liegen in der Provinz Narathiwat.

## Geschichte
Yi-ngo war ursprünglich ein Bezirk in der Provinz Sai Buri. 1909 wurde er der Provinz Bang Nara, dem heutigen Narathiwat zugewiesen.

## Verwaltung

### Provinzverwaltung
Amphoe Yi-ngo ist in sechs Unterbezirke (Tambon) eingeteilt, welche weiter in 40 Dorfgemeinschaften (Muban) unterteilt sind. 
| Nr. | Name       | Thai     | Muban | Einw. |
| --- | ---------- | -------- | ----- | ----- |
| 1.  | Yi-ngo     | ยี่งอ      | 7     | 9.578 |
| 2.  | Lahan      | ละหาร    | 8     | 7.848 |
| 3.  | Cho Bo     | จอเบาะ   | 9     | 8.190 |
| 4.  | Lubo Baya  | ลุโบะบายะ | 6     | 4.443 |
| 5.  | Lubo Buesa | ลุโบะบือซา | 5     | 4.911 |
| 6.  | Tapoyo     | ตะปอเยาะ | 5     | 8.850 |

### Lokalverwaltung
Yi-ngo (เทศบาลตำบลยี่งอ) ist eine Kleinstadt (Thesaban Tambon) im Landkreis, sie besteht aus Teilen des Tambon  Yi-ngo.
Außerdem gibt es sechs „Tambon-Verwaltungsorganisationen“ (TAO, องค์การบริหารส่วนตำบล) für die Tambon oder die Teile von Tambon im Landkreis, die zu keiner Stadt gehören.